# Little York (Indiana)
Little York és una població dels Estats Units a l'estat d'Indiana. Segons el cens del 2000 tenia 185 habitants.

## Demografia
Segons el cens del 2000, Little York tenia 185 habitants, 75 habitatges, i 56 famílies. La densitat de població era de 72,9 habitants/km².
Dels 75 habitatges en un 33,3% hi vivien nens de menys de 18 anys, en un 64% hi vivien parelles casades, en un 8% dones solteres, i en un 25,3% no eren unitats familiars. En el 21,3% dels habitatges hi vivien persones soles el 12% de les quals corresponia a persones de 65 anys o més que vivien soles. El nombre mitjà de persones vivint en cada habitatge era de 2,47 i el nombre mitjà de persones que vivien en cada família era de 2,86.
Per edats la població es repartia de la següent manera: un 22,7% tenia menys de 18 anys, un 8,6% entre 18 i 24, un 32,4% entre 25 i 44, un 23,8% de 45 a 60 i un 12,4% 65 anys o més.
L'edat mediana era de 38 anys. Per cada 100 dones de 18 o més anys hi havia 93,2 homes.
La renda mediana per habitatge era de 42.500 $ i la renda mediana per família de 51.667 $. Els homes tenien una renda mediana de 28.750 $ mentre que les dones 28.125 $. La renda per capita de la població era de 16.994 $. Entorn del 7,7% de les famílies i el 4,6% de la població estaven per davall del llindar de pobresa.

## Poblacions més properes
El següent diagrama mostra les poblacions més properes.